# Lepanthes lycocephala
Lepanthes lycocephala là một loài thực vật có hoa trong họ Lan. Loài này được Luer & R.Escobar mô tả khoa học đầu tiên năm 1984.